# Viscondessa de Beauséant
A viscondessa de Beauséant é uma personagem da Comédia Humana de Honoré de Balzac, aparecendo principalmente em Le Père Goriot. A viscondessa é a prima de Eugène de Rastignac e a amante do marquês d'Ajuda-Pinto. É ela que, traída por seu amante, ensina a Rastignac sua primeira lição de arrivismo. Madame de Beauséant pertence à alta nobreza e reina através de suas recepções sobre toda a Paris. Nascida Claire Bourgogne em 1792, ela descende de um ramo bastardo da realeza.

## Cronologia da condessa de Beauséant
- Em 1817, em Le Lys dans la vallée, a princesa de Blamont-Chauvry lhe apresenta Félix de Vandenesse. Muito ligada a Diane de Maufrigneuse nesta época, ela aparece também em Gobseck, em que as duas mulheres buscam desesperadamente saldar suas dívidas.
- Em 1818, em La Duchesse de Langeais, ela convida Antoinette de Langeais a um de seus bailes faustosos e renomados.
- Em 1819, sua personagem se delineia mais precisamente em Le Pére Goriot, onde ela tem um papel importante junto a seu parente Eugène de Rastignac.  Ela o apresenta, a princípio, a seu marido (o visconde de Beauséant), depois o introduz ao "grande mundo" dando-lhe conselhos preciosos. Neste mesmo romance, descobre-se que ela acabou de ser abandonada por seu amante, o marquês d’Ajuda Pinto. Para fugir da humilhação que ele lhe inflige casando com mademoiselle de Rochefide, ela vai abandonar Paris imediatamente após a célebre festa para qual é finalmente convidada Delphine de Nucingen, que esperava esta ocasião havia muito tempo.
- Em 1820, em L'Interdiction, a duquesa de Langeais toma seu papel de rainha de toda Paris. Ela é imediatamente destronada pela marquesa d'Espard.
- Em 1822, em La Femme abandonnée, ela se retira na maior solidão em Courcelles, na Baixa Normandia, e se recusa a ver quem quer que seja. Mas o jovem Gastão de Nueil, doente de uma família de alto título (os Champignelles), acaba por invadir seu reduto e seduzi-la. Depois de muitas hesitações, a condessa se deixa levar pelas alegrias de um novo amor. Depois de uma estadia em Genebra com seu jovem amante, ela o incita a se casar, esperando que ele se recuse. Gaston se casa, e a viscondessa é abandonada de novo.

Ela ainda aparece em
- Albert Savarus;
- Béatrix;
- Splendeurs et misères des courtisanes;
- Le Cabinet des Antiques.